# تاریخ قاره آمریکا

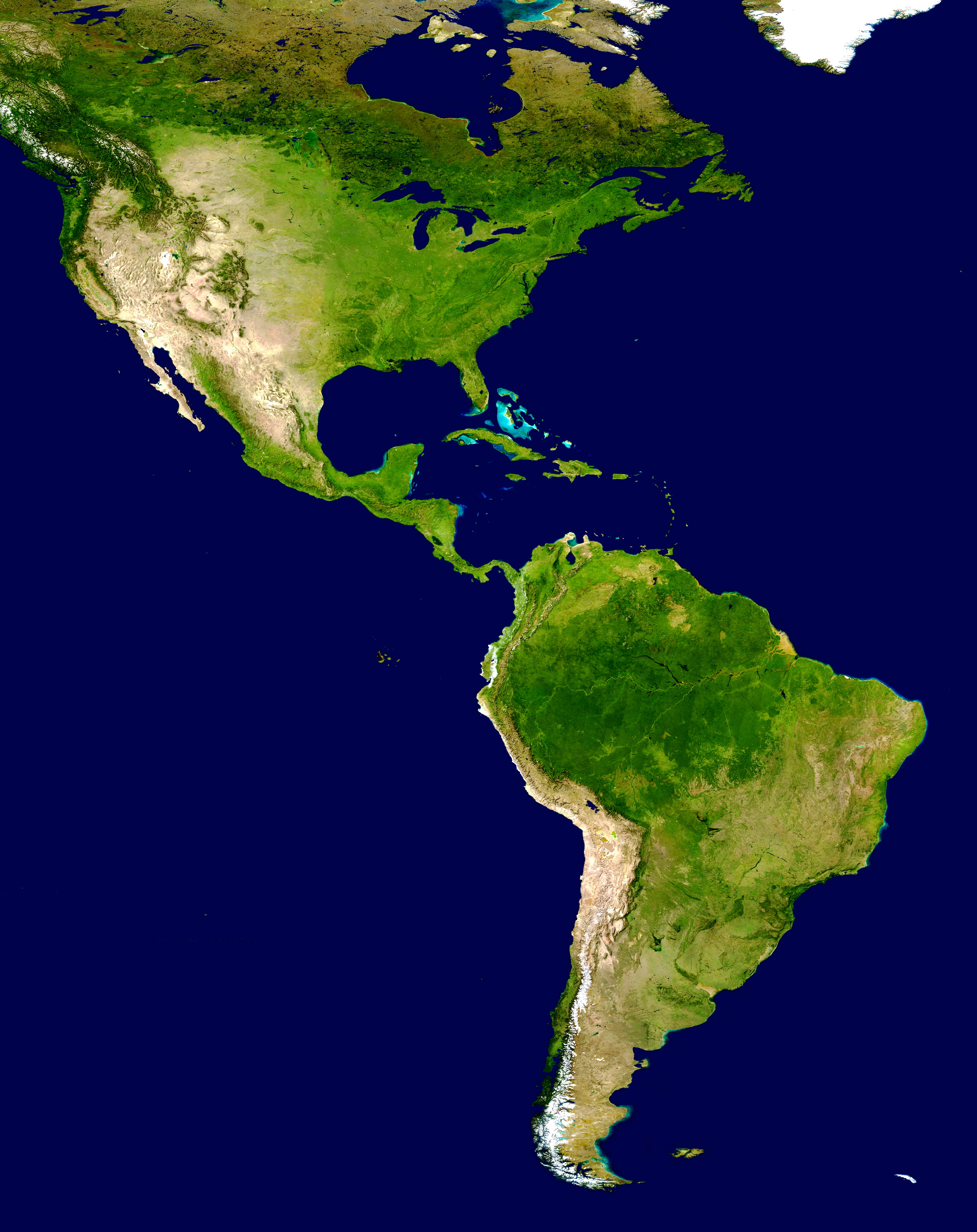
تصویر ماهواره‌ای قارهٔ آمریکا از فراز ماهوارهٔ ترا و از فاصله ۷۰۰۰ کیلومتری کرهٔ زمین

تاریخ قارهٔ آمریکا (آمریکای شمالی، جنوبی، مرکزی و کارائیب) از زمان مهاجرت مردمان آسیایی در اوج عصر یخبندان به این قاره آغاز می‌شود. کهن‌ترین ردپای انسان در آمریکا متعلق به ۲۳ هزار سال پیش است.
بیش از ده هزار سال است که انسان‌ها در قارهٔ آمریکا زندگی می‌کنند. قاره آمریکا به‌دست کریستف کلمب در سال ۱۴۹۲ کشف شد و تا آن زمان برای مردم اوراسیا–آفریقا ناشناخته بود اما او به اشتباه گمان کرد که آنجا هندوستان است. مدت‌ها بعد آمریگو وسپوچی اعلام کرد که این قاره جدیدی است. تاریخ امریکا به عنوان یک کشور مستقل به سال ۱۷۸۳ میلادی بازمی‌گردد که در آن آمریکا برابر معاهدهٔ پاریس به رسمیت شناخته شد.
نیاکان مردم بومی امروز آمریکا سرخ‌پوستان پالئو بودند. آن‌ها شکارچی-گردآورنده‌هایی بودند که به آمریکای شمالی مهاجرت کرده بودند. نامورترین نظریه ادعا می‌کند که مهاجران از طریق پل زمینی برینگ، برینجیا، توده زمینی که اکنون توسط اقیانوس منجمد شمالی در تنگه برینگ پوشش داده شده‌است، به آمریکا آمدند. مردم عصر سنگی کوچک به دنبال جانوران بزرگ مانند گاومیش کوهان‌دار آمریکایی یا بیزون، ماموت (که اکنون منقرض شده‌است) و گوزن شمالی بودند که در نتیجه نام مستعار «شکارچیان بزرگ‌شکار» را کسب کردند. گروهی از مردم هم ممکن است روی صفحه‌های یخ و در امتداد سواحل شمالی اقیانوس آرام به آمریکای شمالی سفر کرده باشند.

## پیش از استعمار

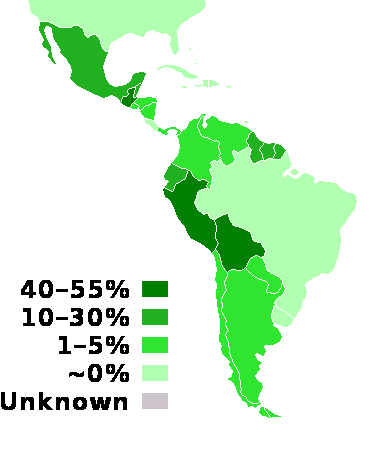
پراکندگی سرخ پوستان در آمریکای مرکزی و جنوبی

### مهاجرت به قاره

نقشهٔ مهاجرت انسان‌های اولیه

نخستین انسان‌هایی که به قاره آمریکا رسیدند، مردمانی بودند که به آرامی از آفریقا گذر کرده به قاره‌های دیگر رفته بودند. پاره‌ای از این مردمان حدود یکصد هزار سال پیش ابتدا به آسیا و اروپا مهاجرت کردند. زمانی گروه‌های اندکی از همین مردمان به اقیانوس آرام رسیدند و حتی از اقیانوس نیز گذشتند و خود را به استرالیا رساندند. سرانجام در حدود ۱۴٬۰۰۰ سال پیش از آسیا و از راه آنچه امروز تنگه برینگ نامیده می‌شود به قاره آمریکا وارد شدند. از این نخستین آمریکاییان سنگ‌نگاره‌ها و گورستان‌های و برخی اشیا دیگر بجا مانده‌است. بومیان و سرخ‌پوستان بتدریج به درجات مختلف تکامل اجتماعی و فرهنگی رسیدند و نتیجه آن پدیدآوردن تمدن‌هایی بود که در اوج شکوفایی به عالی‌ترین مدارج تمدن باستانی نایل شدند. این تمدن‌ها، مایا، تول تک‌ها، آزتک‌ها، اینکاها نام داشتند.

### سرخ پوستان
اقوام سرخپوست آمریکای شمالی از بازماندگان گروه‌هایی هستند که در حدود بیست هزار سال پیش از میلاد از نواحی سر شمال سیبری گذشته و به قاره جدید وارد شده بودند. برخلاف ساکنان مزوآمریکا و نواحی متمدن آمریکای مرکزی و جنوبی، سرخپوستان آمریکای شمالی چندان متمدن نبوده و حالتی نیمه بدوی داشتند. بیشتر اطلاعاتی که امروزه از گذشته سرخپوستان ساکن در ایالات متحده داریم از گزارش‌های اروپاییان به دست آمده‌است. برخورد میان اروپاییان تازه‌وارد و ساکنان قدیمی در کشور آمریکا بحران‌ها و تضادهایی به‌وجود آورد که تا مدت‌ها به صورت جنگ و کینه ادامه پیدا کرد. کریستوف کلمب پنداشته بود که سرخ‌پوستان آمریکای مرکزی، هندی هستند، از این رو امروزه در بیشتر زبان‌های اروپایی بومیان قاره آمریکا را هندی می‌خوانند.
جمعیت کل تمام قبایل مختلف امروزه تا حدود ۲٫۵ میلیون نفر تخمین زده می‌شود.

## استعمار اروپاییان

ملل اروپایی مسلط بر آمریکا (سال ۱۷۰۰ میلادی)

قبل از اعلام استقلال آمریکا در سال ۱۷۷۶، آمریکا مجموعه‌ای از مستعمرات اروپایی بود. به‌طور مثال، اسپانیایی‌ها در منطقهٔ فلوریدای امروزی ساکن شدند، بریتانیایی‌ها شهر جیمز تاون در ویرجینیای امروزی را آباد کردند، هلندی‌ها نیو آمستردام را که اکنون نیویورک خوانده می‌شود ساختند، و فرانسوی‌ها نیز در ایالت جنوبی لوئیزیانا و اطراف رودخانه می‌سی‌سی‌پی ساکن شدند.

ملل اروپایی مسلط بر آمریکا (از سال ۱۷۰۰ تا کنون)

به تدریج، بخش‌های زیادی از مستعمرات سیزده‌گانه شاهد درگیری و شورش علیه حکومت بریتانیا شدند. بدین ترتیب جنگ‌های انقلاب آمریکا از آوریل ۱۷۷۵ با نبرد لگزینگتون آغاز شد، و در سال ۱۷۸۳ در پی امضای قرارداد صلح با بریتانیا پایان یافت. استقلال ۱۳ مستعمرهٔ آمریکای شمالی با صدور اعلامیه استقلال آمریکا در ۴ ژوئیه ۱۷۷۶ محقق شد.

## قرن بیستم
با پیروزی در جنگ جهانی اول، و غلبهٔ متفقین در جنگ جهانی دوم و شکست نهایی آلمان نازی در این جنگ و تخریب شدید زیرساخت‌های اقتصادی و صنعتی اروپا، آمریکا که کمترین خسارات را متحمل شده بود، به عنوان قدرت بزرگ جهانی پدیدار شد. حذف شدن اتحاد جماهیر شوروی از صحنهٔ رقابت با آمریکا در میادینی چون جنگ سرد، جنگ ویتنام، و جنگ کره، عملاً آمریکا را رفته رفته در موقعیت منحصربه‌فردی در جهان قرار داد.